# En ganske rar mand
En ganske rar mand (norsk: En ganske snill mann) er en norsk film fra 2010. Den er instrueret af Hans Petter Moland og er hans sjette spillefilm. Danske Kim Fupz Aakeson har skrevet manuskriptet. Indspilningen begyndte 25. marts 2009. Svenske Stellan Skarsgård spiller hovedrollen.  Også Bjørn Floberg, Bjørn Sundquist og Aksel Hennie medvirker i filmen.
«Regnskap (arbejdstitel) handler om voksne mennesker, der har det hårdt med at følge med tiden. Det er en sort komedie om det at ældes med værdighed, også for kriminelle,» har Moland sagt.

## Medvirkende
| Skuespiller         | Rolle           |
| ------------------- | --------------- |
| Stellan Skarsgård   | Ulrik           |
| Bjørn Floberg       | Rune Jensen     |
| Gard B. Eidsvold    | Rolf            |
| Jorunn Kjellsby     | Karen Margrethe |
| Bjørn Sundquist     | Sven            |
| Jon Øigarden        | Kristian        |
| Kjersti Holmen      | Wenche          |
| Jan Gunnar Røise    | Geir            |
| Julia Bache-Wiig    | Silje           |
| Aksel Hennie        | Samí            |
| Henrik Mestad       | Kenny           |
| Jannike Kruse       | Merete          |
| Ane H. Røvik Wahlen | Kennys kone     |
| Sverre Horge        | Patient         |